# Tinamus
Tinamus és un gènere d'ocells de la família dels tinàmids, habitant de les selves humides d'Amèrica del Sud. Al contrari que la resta de membres de la família, aquests ocells pernocten als arbres.

## Taxonomia
Segons la Classificació del Congrés Ornitològic Internacional (versió 14.2, 2024) aquest gènere està format per cinc espècies:
- Tinamú tao (Tinamus tao Temminck, 1815)
- Tinamú solitari (Tinamus solitarius Vieillot, 1819)
- Tinamú negre (Tinamus osgoodi Conover, 1949)
- Tinamú olivaci (Tinamus major Gmelin, JF, 1789)
- Tinamú gorjablanc (Tinamus guttatus Pelzeln, 1863)